# 祖斯瑪利亞·蘇沙康德·高士德
高士德（1858年10月20日—1927年9月21日），葡萄牙軍人、政治家、外交官。
高士德曾在軍隊中效力，擔任工程師。後來逐漸被提升至上校軍銜，並在科英布拉大學中取得數學學士學位。
1894年至1897年期間，被葡萄牙任命為澳門總督。後來曾被多次任命為特命全權公使出使大清國、日本、暹羅，與慈禧、光緒帝、明治天皇和朱拉隆功會過面。
1900年至1904年期間，再次被任命為澳門總督。澳門的高士德大馬路即以他的名字命名。